# Thymoites missionensis
Thymoites missionensis là một loài nhện trong họ Theridiidae.
Loài này thuộc chi Thymoites. Thymoites missionensis được Herbert Walter Levi miêu tả năm 1957.